# Оскар Даміані
Джузеппе «Оскар» Даміані (італ. Giuseppe "Oscar" Damiani, нар. 15 червня 1950, Брешія) — італійський футболіст, нападник.
Насамперед відомий виступами за клуби «Дженоа» та «Наполі», а також національну збірну Італії.
Чемпіон Італії. 

## Клубна кар'єра
Народився 15 червня 1950 року в місті Брешія. Вихованець футбольної школи клубу «Інтернаціонале». Дорослу футбольну кар'єру розпочав 1968 року в основній команді того ж клубу, у складі якої, втім, не провів жодної гри чемпіонату. 
Згодом з 1969 по 1976 рік грав у складі команд клубів «Ланероссі», «Наполі», «Ланероссі» та «Ювентус». У складі «старої сеньйори» виборов титул чемпіона Італії.
Своєю грою за цю команду привернув увагу представників тренерського штабу клубу «Дженоа», до складу якого приєднався 1976 року. Відіграв за генуезький клуб наступні три сезони своєї ігрової кар'єри. Більшість часу, проведеного у складі «Дженоа», був основним гравцем атакувальної ланки команди. У складі «Дженоа» був одним з головних бомбардирів команди, маючи середню результативність на рівні 0,4 голу за гру першості.
1979 року повернувся до клубу «Наполі». Цього разу провів у складі його команди три сезони. Граючи у складі «Наполі» також здебільшого виходив на поле в основному складі команди.
Протягом 1982—1985 років захищав кольори клубів «Мілан», американського «Нью-Йорк Космос» та «Парма».
Завершив професійну ігрову кар'єру у клубі «Лаціо», за команду якого виступав протягом 1985—1986 років.

## Виступи за збірні
Протягом 1969–1971 років залучався до складу молодіжної збірної Італії. На молодіжному рівні зіграв у 3 офіційних матчах.
1974 року дебютував в офіційних матчах у складі національної збірної Італії. того року провів у формі головної команди країни 2 матчі, після чого до її лав не залучався.

## Титули і досягнення

### Командні
- Чемпіон Італії (1):

«Ювентус»:  1974–75

### Особисті
- Найкращий бомбардир Серії B (1):

1978–79 (17)
- Найкращий бомбардир Кубка Італії (1):

1979–80 (6)